# Gedraaide koepelbraam
Gedraaide koepelbraam (Rubus affinis) is een plantensoort uit het geslacht braam (Rubus).

## Determinatie
Gedraaide koepelbraam is een koepelvormende halfstruik. De bladeren zijn donker blauwgroen met (vrijwel) zittende zijblaadjes en een hartvormig-eirond, lang toegespitst topblaadje. De stekels zijn zeer lang en slank.

## Ecologie
Gedraaide koepelbraam komt hoofdzakelijk voor in struweelhagen en mantelvegetatie op kalkarme, eutrofe, vochthoudende zandgrond. Meestal gaat het om plekken met een horizontale grondwaterbeweging.

### Syntaxonomie
In de syntaxonomie staat gedraaide koepelbraam in de duingebieden te boek als lokale kensoort voor de mede naar haar vernoemde associatie van egelantier en gedraaide koepelbraam.

## Fotogalerij

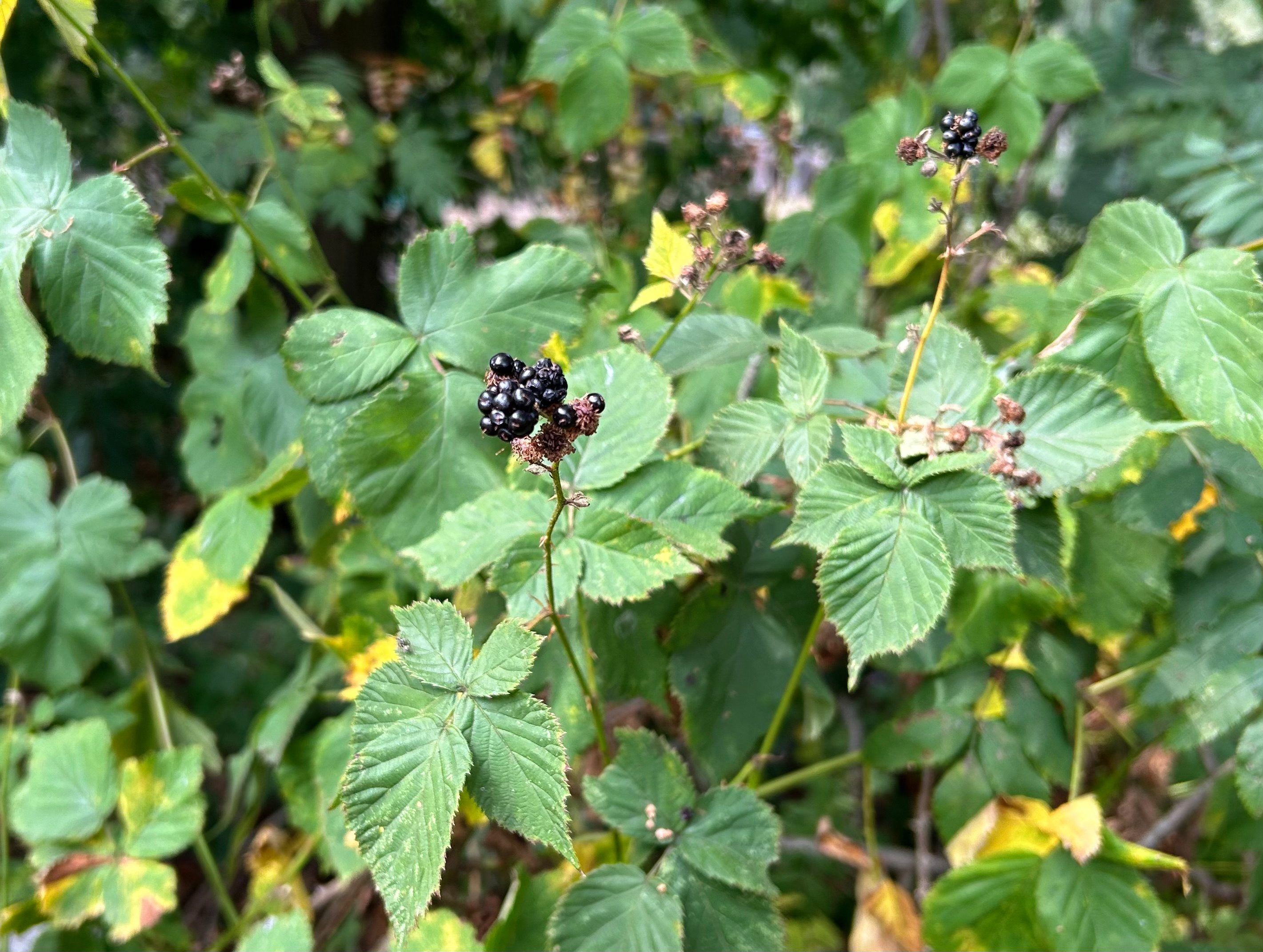
Een vruchtdragend exemplaar.